# رينيه فاريل
رينيه فاريل (13 يناير 1987 في أستراليا - ) (بالإنجليزية: Rene Farrell)‏ هي لاعبة كريكت أسترالية. شاركت مع منتخب أستراليا الوطني للكريكت. أما مع النوادي، فقد لعبت مع نادي مقاطعة نوتنغهامشير للكريكت ‏ وNew South Wales Breakers ‏ وWestern Australia women's cricket team ‏.

## وصلات خارجية
- رينيه فاريل على موقع إي آس بي آن كريك إنفو (الإنجليزية)